# Погонич рудоволий
Погонич рудоволий (Sarothrura rufa) — вид журавлеподібних птахів родини Sarothruridae.

## Поширення
Вид поширений в Субсахарській Африці.

## Опис
Птах завдовжки 15- 17 см та вагою 30-46 г. У самців голова, шия, горло та груди червонувато-коричневі; спина, черево та крила чорні з білими лініями; хвіст чорний. У самиці верхня частина тіла темно-коричнева, нижня — світло-коричнева.

## Спосіб життя
Трапляється у дощових лісах, вторинних лісах, на плантаціях, заболочених луках, зазвичай, неподалік водойм. Живиться комахами та насінням. Сезон розмноження збігається із сезоном дощів.